# Бути там
«Бути там» (англ. Being There) — американська сатирична комедія 1979 року режисера Гела Ешбі. Фільм був адаптований Єжи Косинським та Робертом С. Джонсом за однойменним романом Єжи Косинського.

## Короткий сюжет
У фільмі розповідається про обмеженого та залежного від телевізору садівника Шанса (Пітер Селлерс), який усе своє життя доглядав за садом і ніколи не покидав будинок багатого працедавця. Після смерті свого покровителя Шанс відкриває для себе зовнішній світ і випадково опиняється в будинку магната Бена Ренда (Мелвін Дуглас) як «Шанс Садовний». Оскільки на Шансі дорогий, але старомодний одяг, який дістався йому від померлого працедавця, Ренд робить висновок, що перед ним високоосвічений бізнесмен з вищого світу, який переживає складні часи. Через це непорозуміння Шанс, завдяки телевізійній беззмістовній риториці, стає впливовим американським політичним експертом.

## Ролі виконували
- Пітер Селлерс — садівник Шанс «Шанс Садовний»
- Ширлі Маклейн — Єва Ренд
- Мелвін Дуглас — Бен Ренд
- Річард Дайсарт — доктор Роберт Алленбі
- Джек Ворден — президент США
- Річард Бейсхарт — радянський посол Володимир Скрапінов
- Джером Геллман — Гері Барнс
- Ілля Баскін — Карпатов

## Нагороди
- 1980 Премія «Оскар» Академії кінематографічних мистецтв і наук:[1]
  - Премія «Оскар» за найкращу чоловічу роль — Пітер Селлерс (номінація)
  - Премія «Оскар» за найкращу чоловічу роль другого плану — Мелвін Дуглас
- 1980 Премія Британської академії телебачення та кіномистецтва (BAFTA):[2]
  - Премія за найкращий іноземний фільм — Ендрю Браунсберг (номінація)
  - Премія за найкращу жіночу головну роль — Ширлі Маклейн (номінація)
  - Премія за найкращу чоловічу головну роль — Пітер Селлерс (номінація)
  - Премія за найкращий сценарій — Єжи Косинський
- 1980 Премія «Золота пальмова гілка» Каннського кінофестивалю — Гел Ешбі (номінація)
- 1980 Премія «Золотий глобус» Голлівудської асоціації іноземної преси:[3]
  - Премія «Золотий глобус» за найкращий фільм — комедія або мюзикл (номінація)
  - Премія «Золотий глобус» за найкращу чоловічу роль — комедія або мюзикл — Пітер Селлерс
  - Премія «Золотий глобус» за найкращу жіночу роль — комедія або мюзикл — Ширлі Маклейн (номінація)
  - Премія «Золотий глобус» за найкращу чоловічу роль другого плану — кінофільм — Мелвін Дуглас
  - Премія «Золотий глобус» за найкращу режисерську роботу — Гел Ешбі (номінація)
  - Премія «Золотий глобус» за найкращий сценарій — Єжи Косинський (номінація)

## Визнання
2015 року фільм був записаний Національною радою США до Національного реєстру кінокартин вибраних для збереження у Бібліотеці Конгресу як «культурно, історично, або естетично значущий» фільм.
Фільм посідає двадцять шосту сходинку у списку 100 найсмішніших американських фільмів за 100 років за версією AFI.